# 5308-as mellékút (Magyarország)
Az 5308-as mellékút egy csaknem 22 kilométeres hosszúságú, négy számjegyű mellékút Bács-Kiskun vármegye területén; Szakmárt és Újteleket köti össze az 51-es főúttal, Dunapatajjal és Kalocsa térségével; a Szelidi-tó legfontosabb megközelítési útvonala.

## Nyomvonala
Egy körforgalmú csomópontban indul, Dunapataj lakott területének déli részén, az 51-es főútból kiágazva, kevéssel annak a 105. kilométere előtt, délkeleti irányban, Gábor Áron utca néven. Nagyjából 600 méter után kilép a belterületről, majd 2,8 kilométer után eléri a községhez tartozó üdülőövezet, a Szelidi-tó térségét. Bő egy kilométeren át Szelid településrész házai között halad, Csepegi út, illetve Tópart utca néven, majd délebbnek fordulva ismét külterületre ér. Az addigi keleti irányt követő út a tó üdülőövezetének házaihoz vezet, ezen a tópart is könnyen elérhető.
5,1 kilométer után lépi át Újtelek határát, s valamivel 6,2 kilométer megtétele után éri el magát a községet, melynek Résztelek településrészében a Fő utca nevet viseli. A központban, 7,2 kilométer után kiágazik belőle északkelet felé az 53 109-es számú mellékút, mely a Szakmárhoz tartozó, de különálló Felsőerek községrészbe vezet, majd szinte észrevétlenül átlép Keserűtelek községrészbe, ahol Alkotmány utca lesz a neve. A település déli részén egy elágazáshoz ér: nyugat felé az 53 111-es számú mellékút ágazik ki belőle, a szintén Szakmárhoz tartozó Gombolyag felé, maga az 5308-as út pedig keletnek fordul, a Béke utca nevet veszi fel és így lép ki kevéssel arrébb a belterületről.
Nagyjából 9,2 kilométer után szeli át, már ismét délebbi irányt követve Szakmár határát, ugyanott kiágazik belőle kelet felé az 53 113-as számú mellékút Alsóerek községrész irányába. Szakmár központját a 12. kilométere táján éri el, ott előbb a Bajcsy-Zsilinszky utca, majd at Arany János utca, végül pedig a Szent István király utca nevet viseli. 14,3 kilométer után éri el a település belterületének déli szélét, ugyanott kiágazik belőle délkeleti irányban, Homokmégy-Drágszél-Miske-Bátya felé az 5311-es út.
15,6 kilométer után lép át Kalocsa területére, majd ott, 17,1 kilométer után keresztezi a Kiskőrös–Kalocsa-vasútvonal nyomvonalát. A 18. kilométere után, körülbelül fél kilométeren át Negyvenszállás külterületi városrészen halad keresztül, a Nagy utca nevet viselve, majd a vasút mellé simul, és a 20. kilométere közelében egymás mellett húzódva érik el a város lakott területének keleti szélét. Egy szakaszon a Negyveni út, utána a Vasút utca, végül a Kossuth Lajos utca nevet viseli; így halad el Kalocsa vasútállomás mellett is, és véget is így ér, a városközpont közelében, visszatorkollva az 51-es főútba, annak a 117+150-es kilométerszelvényénél.
Teljes hossza, az országos közutak térképes nyilvántartását szolgáló kira.gov.hu adatbázisa szerint 21,848 kilométer.

## Települések az út mentén
- Dunapataj
- Újtelek
- Szakmár
- Kalocsa